# Tristan da Cunha
Pour les articles homonymes, voir Tristan da Cunha (homonymie).
Tristan da Cunha (en portugais Tristão da Cunha)  (né v. 1460 - mort en 1540) est un navigateur portugais du XVIe siècle, qui participa aux premières grandes expéditions portugaises.

## Biographie
En 1506, naviguant du Brésil vers le cap de Bonne-Espérance, il découvre, dans l'Atlantique Sud à 2 000 km de Sainte-Hélène et 2 800 km des côtes de l'Afrique du Sud, les îles qui portent maintenant son nom (archipel Tristan da Cunha). Il n'a pas pu y aborder en raison d'une tempête. La même année, il navigue avec Afonso de Albuquerque, au cours du voyage où celui-ci prend, pour le compte du Portugal, l'îlot de Socotora (Socotra) à l'entrée de la mer Rouge et, en 1507, Ormuz à l'entrée du golfe Persique, verrouillant ainsi les voies maritimes arabes du long de l'Afrique. Envoyé en Inde, par le roi Emmanuel Ier « le Fortuné », au secours de Francisco de Almeida, il a exploré les côtes du Mozambique et de Madagascar. 
A Mélinde, il dépose trois envoyés avec mission de rejoindre l'Abyssinie mais ils n'y parvinrent jamais. Il s'empare aussi de Brava mais échoue devant Mogadoxo puis extermine la garnison de Socotora à l'exception d'un vieil aveugle. 
En 1508, il transporte en Inde le vice-roi Albuquerque, et se signale dans cette contrée par son courage.
En 1514, il est choisi comme ambassadeur extraordinaire à Rome, pour faire hommage au pape Léon X des nouvelles conquêtes des Portugais, et à son retour il est nommé membre du conseil intime de la couronne.

## Tristan da Cunha dans la culture populaire
Tristan d'Acunha est le héros de l'opéra Jessonda de Louis Spohr (1823).